# Shari McEwan
Shari McEwan (sinh c. 1987) là Hoa hậu Antigua và Barbuda Universe 2006. Sở thích của cô bao gồm khiêu vũ, người mẫu, du lịch, âm nhạc và đọc sách. Sinh ra ở Guyana, cô cao  5' 11" và ngưỡng mộ Rosa Parks.